# Metallarcha aureodiscalis
Metallarcha aureodiscalis is een vlinder uit de familie van de grasmotten (Crambidae). De wetenschappelijke naam van deze soort is voor het eerst voorgesteld als Loxostege aureodiscalis door George Francis Hampson in een publicatie uit 1918.
De soort komt voor in Australië